# Taylor Frey
 (janvier 2018).
Pour les articles homonymes, voir Frey.
Taylor Frey (né le 28 avril 1989) est un acteur américain.

## Biographie
En 2008, Frey s'installe à New York et participe à plusieurs comédies musicales comme choriste dans High School Musical on Stage! et dans Hairspray. Après avoir été choriste, Frey interprète le rôle de Link Larkin au cours d'une tournée nationale d'Hairspray aux États-Unis. Par la suite, il participe aux comédies musicales Finian's Rainbow, South Pacific et How to Succeed in Business Without Really Trying. Il déménage à Los Angeles pour tourner dans Des jours et des vies. Frey tourne dans le film G.B.F. qui est selectionné pour le festival du film de Tribeca.
En 2016, Frey joue dans le film Summertime,.
Taylor Frey se marie avec Kyle Dean Massey (en) en octobre 2016,.
En 2018, Frey rejoint la distribution de Ça : Chapitre 2 dans le rôle de Don Hagerty, un personnage homosexuel. Son personnage a une relation amoureuse avec Adrian Mellon, interprété par Xavier Dolan.

## Filmographie

### Cinéma
- 2013 : G.B.F. de Darren Stein : Topher
- 2016 : Summertime (L'estate addosso) de Gabriele Muccino : Matt
- 2019 : Ça : Chapitre 2 (It: Chapter Two) d'Andrés Muschietti : Don Hagarty

### Télévision

#### Séries télévisées
- 2010 : Gossip Girl (saison 3, épisode 19) : Carter-Waiter
- 2010 : Live from Lincoln Center (saison 35, épisode 3) : Petty Officer Hamilton Steeves
- 2012 : Des jours et des vies (Days of Ours Lives) (5 épisodes) : Dustin / Justin
- 2013 : The Carrie Diaries (saison 2, épisode 3) : Ninja / Paul Cunningham

#### Téléfilms
- 2011 : The Miraculous Year de Kathryn Bigelow : Tyler
- 2019 : The Naughty List de Jake Helgren : Rod
- 2020 : Captive et soumise (Off the Grid) de Sara Lohman : Brant

## Théâtre
- 2008 : South Pacific[10] : chroriste
- 2008 : High School Musical on Stage![1] : choriste
- 2009-2010 : Finian's Rainbow[11] : Jack
- 2011 : Hairspray[2] : choriste puis Link Larkin
- 2011-2012 : How to Succeed in Business Without Really Trying[11] :  Mr. Matthews ou Toynbee
- 2017 : The View UpStairs (en)[12]